# 8687 Caussols
8687 Caussols è un asteroide della fascia principale. Scoperto nel 1992, presenta un'orbita caratterizzata da un semiasse maggiore pari a 2,3186254 UA e da un'eccentricità di 0,0714387, inclinata di 2,51738° rispetto all'eclittica.